# Orlando "Cachaíto" López
Candelario Orlando López Vergara (La Habana, Cuba, 2 de febrero de 1933 - ibídem, 9 de febrero de 2009), conocido como Cachaíto, fue un virtuoso contrabajista cubano, miembro del Buena Vista Social Club, hijo del compositor Orestes López y sobrino del legendario Cachao López.[cita requerida]

## Biografía
Nacido en La Habana el 2 de febrero de 1933 en el seno de una familia de músicos (la mayoría contrabajistas), se involucró activamente en la música a partir de los 9 años de edad.
En 1944, a los 11 años, comenzó a estudiar la ejecución del violín, a lo que su abuelo Pedro López se opuso rotundamente. A raíz de ese suceso, decidió continuar con la tradición familiar de especializarse en el contrabajo.
Se dice que su carrera musical se inició a los 12 años, puesto que tocó en la Orquesta de su tía Corelia López y compuso su primera pieza, un danzón titulado "Isora Infantil".
En 1950, sustituyó a su tío en la popular banda Arcano y sus maravillas, en la cual causó gran impacto por su talento en el dominio del instrumento.
Colaboró en la creación del estilo de la "descarga", una improvisación en directo del jazz afrocubano con elemento del son cubano, por lo que en 1957 comienza a trabajar con la Orquesta Riverside.
En la década de 1960 se integra a la Orquesta Sinfónica Nacional, por lo que acude a clases con el bajista checo Karel Kopriva. Más tarde se convirtió en un miembro clave de Irakere, un conjunto experimental cubano que fusionaba música pop con ritmos folclóricos nativos y africanos.

## Fama internacional
En 1996, es incluido por el productor Juan de Marcos González en el recién conformado conjunto Afro Cuban All Stars, que contaba con la presencia de artistas de la talla de Puntillita y Barbarito Torres, entre otros. Un año más tarde, el guitarrista estadounidense Ry Cooder lo invitó a participar en el exitoso Buena Vista Social Club, colaborando con músicos de la categoría de Ibrahim Ferrer, Compay Segundo, Rubén González, Omara Portuondo, Eliades Ochoa, Pío Leyva y Manuel Galbán, además de los anteriormente mencionados.
Con el grupo, se presentó en escenarios de prestigio internacional, como el Carnegie Hall, de Nueva York, o el Teatro de Lé Carré, en Ámsterdam. También fue partícipe del documental Buena Vista Social Club, de Wim Wenders.[cita requerida]

## Fallecimiento
Tras complicaciones producidas luego de una cirugía derivada del cáncer de próstata que padecía, López falleció en un hospital de La Habana el 9 de febrero de 2009.

## Discografía
- Cachaíto, 2001 (Con el acompañamiento de Angá Díaz y Buena Vista Social Club).

## Colaboraciones
- Afro Cuban All Stars: A toda Cuba le Gusta, 1996
- Buena Vista Social Club, 1997
- Buena Vista Social Club presents: Ibrahim Ferrer, 1997
- Buena Vista Social Club presents: Omara Portuondo, 1997